# Козуб Олександр Андрійович
Олександр Андрійович Козуб, член Партії регіонів; ВР України, голова підкомітету з питань співробітництва з країнами СНД Комітету у закордонних справах, член групи «За мир та стабільність» (з липня 2014).

## Життєпис
Народився 8 червня 1956 (с. Шолохове, Нікопольський район, Дніпропетровська область); українець; дружина Світлана Яківна (1956) — викладач; син Олександр (1982) і дочка Олена (1985).
Освіта: Запорізький індустріальний інститут (1978), інженер електронної техніки; Запорізька державна інженерна академія (1998), економіст.
10 серпня 2012 року у другому читанні проголосував за Закон України «Про засади державної мовної політики». Закон було прийнято із порушеннями регламенту.
Народний депутат України 7-го скликання з грудня 2012 від Партії регіонів, № 80 в списку. На час виборів: народний депутат України, член ПР. Член фракції Партії регіонів (березень 2013 — червень 2014).
Народний депутат України 6-го скликання з березня 2010 до грудня 2012 від Партії регіонів, № 188 в списку. На час виборів: народний депутат України, член ПР. Член Комітету з питань Регламенту, депутатської етики та забезпечення діяльності Верховної Ради України (з квітня 2010). Член фракції Партії регіонів (з березня 2010).
Народний депутат України 5-го скликання з квітня 2006 до листопада 2007 від Партії регіонів, № 183 в списку. На час виборів: заступник голови з організаційно-партійної роботи, керівник апарату Запорізького обласного відділення Партії регіонів, член ПР. Член фракції Партії регіонів (з травня 2006). Голова підкомітету з питань законодавства про статус народного депутата України Комітету з питань Регламенту, депутатської етики та забезпечення діяльності ВР України (з липня 2006).
- З вересня 1978 — інженер Дослідно-конструкторського бюро ВО «Гама».
- З жовтня 1978 — служба в армії.
- З червня 1980 — інструктор Жовтневого РК ЛКСМУ м. Запоріжжя.
- З вересня 1980 — інструктор, завідувач відділу комсомольських організацій Запорізького МК ЛКСМУ.
- З січня 1981 — 2-й секретар, 1-й секретар Орджонікідзевського РК ЛКСМУ м. Запоріжжя.
- З січня 1982 — 2-й секретар Запорізького МК ЛКСМУ.
- З вересня 1982 — інструктор Запорізького МК КПУ.
- З лютого 1984 — 1-й секретар Запорізького МК ЛКСМУ.
- З серпня 1986 — заступник начальника, начальник цеху, з червня 1991 — секретар парткому ВО «Гама».
- З вересня 1991 — заступник директора заводу «Акцент».
- З вересня 1993 — помічник голови Запорізької облради народних депутатів.
- З грудня 1995 — помічник голови, квітень 1998–1999 — заступник голови з організаційно-кадрової роботи — керівник секретаріату, 2000 — березень 2001 — заступник голови Запорізької облдержадміністрації.

Обраний депутатом Запорізької облради (квітень 2006).

## Особисте життя
Захоплення: футбол, гірські лижі, музика.